# جیمی نیلصن
جیمی نیلصن (انگلیسی: Jaime Nielsen؛ زادهٔ ۳ سپتامبر ۱۹۸۵) دوچرخه‌سوار، و قایقران روئینگ اهل نیوزیلند است.
وی در مسابقات کشوری و بین‌المللی در مجموع برندهٔ ۱ مدال طلا، ۱ مدال نقره، ۲ مدال برنز شده‌است.